# Rockin'
Rockin' es el décimo álbum de estudio de la banda de rock canadiense The Guess Who, publicado en 1972 por RCA Victor. Es el último álbum de la banda en el que participó el guitarrista Greg Leskiw. El sencillo "Heartbroken Bopper" pasó siete semanas en la lista Billboard Hot 100 llegando a la posición No. 47 y el sencillo "Guns, Guns, Guns" pasó seis semanas en la misma lista, alcanzando la posición No. 70.

## Lista de canciones
1. "Heartbroken Bopper" (Cummings/Winter) - 4:52
2. "Get Your Ribbons On" (Cummings/Winter) - 2:36
3. "Smoke Big Factory" (Cummings/Winter/Kale) - 3:57
4. "Arrivederci Girl" (Cummings) - 2:31
5. "Guns, Guns, Guns" (Cummings) - 4:59
6. "Running Bear" (J.P. Richardson) - 2:19
7. "Back to the City" (Cummings/Winter) - 3:37
8. "Your Nashville Sneakers" (Cummings) - 2:55
9. "Herbert's a Loser" (Leskiw/Winter) - 3:35
10. "Hi Rockers!" - 6:50

a) "Sea of Love" (Phil Phillips/George Khoury)
b) "Heaven Only Moved Once Yesterday" (Winter)
c) "Don't You Want Me" (Cummings)

## Personal
- Burton Cummings – voz, teclados
- Kurt Winter – guitarra, voz
- Greg Leskiw – guitarra, voz
- Jim Kale – bajo
- Garry Peterson – batería